# 雙質子
在物理學中，雙質子，是指僅含有2個質子、不包含任何中子的核素，可以視為一種假想的氦同位素，因此又稱為氦-2（Helium-2，2
He
）。一般認為雙質子（或氦-2）無法穩定存在，是由於核力的自旋－自旋間耦合（spin-spin interaction）和泡利不相容原理，導致2
He
的兩個質子自旋角動量相反，使得其可能擁有負的结合能。雖然不穩定，但仍有許多相關研究。亦有研究認為，若雙質子能穩定存在，則恆星的核反應將會變得更激烈，導致宇宙成為難以孕育生命的宇宙，對大霹靂和恆星核合成也會造成影響。

## 觀測
2002年，在GSI和GANIL的實驗中，從鐵-45原子核觀察到兩個質子同時發射，有別於質子發射，這可能是一種新型放射性衰變，發射出來的可能原本是氦-2的原子核。

## 質子﹣質子鏈反應
2
He
是質子﹣質子鏈反應最初的中間體。 質子﹣質子鏈反應的第一步可以分為兩個階段，首先，兩個質子熔合形成一個雙質子（氦-2）：
1
1H
 + 1
1H
 + 1.25 MeV → 2
2He
,
接著發生正電子發射，氦-2衰變成氘：
2
2He
 → 2
1D
 + 
e+

 + 
ν
e
 + 1.67 MeV,
完整的反應為：
1
1H
 + 1
1H
 → 2
1D
 + 
e+

 + 
ν
e
 + 0.42 MeV.
R. A. W. Bradford考慮了雙質子若能穩定與大霹靂和恆星核合成的結合探討其所造成的假設效應。